# Orbite équatoriale
 (avril 2025).
Si vous disposez d'ouvrages ou d'articles de référence ou si vous connaissez des sites web de qualité traitant du thème abordé ici, merci de compléter l'article en donnant les références utiles à sa vérifiabilité et en les liant à la section « Notes et références ».

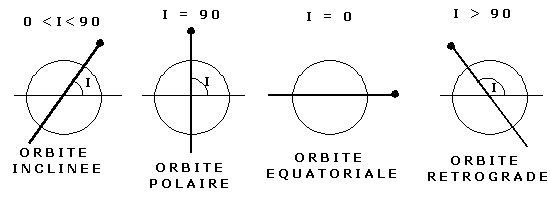
une orbite inclinée polaire équatoriale et rétrograde en partant de la gauche.

Une orbite équatoriale est une orbite au niveau de l'équateur.
Sur Terre, un lanceur de satellite peut utiliser l'effet centrifuge de la Terre pour créer un mouvement de fronde et accélérer sa mise en orbite tout en utilisant moins d'ergols (+0,46 km/s). Pour améliorer cet effet, il faut se rapprocher de l'équateur et viser l'orbite équatoriale, comme avec le centre spatial guyanais à seulement 5° nord au-dessus de l’équateur ou la plateforme Sea Launch.
Certaines orbites sont de type équatorial comme :
- l'orbite de transfert géostationnaire
- l'orbite géostationnaire